# Lijst van beelden in Midden-Drenthe
Dit is een (onvolledige) chronologische lijst van beelden in Midden-Drenthe. Onder een beeld wordt hier verstaan elk driedimensionaal kunstwerk in de openbare ruimte van de Nederlandse gemeente Midden-Drenthe, waarbij beeld wordt gebruikt als verzamelbegrip voor sculpturen, standbeelden, installaties, gedenktekens en overige beeldhouwwerken.
Net als in andere Drentse gemeenten, is het oudste beeld in Borger-Odoorn een monument ter nagedachtenis aan de Tweede Wereldoorlog. Pas later werden ook andere beelden geplaatst. Meerdere beelden werden gemaakt door de in Borger-Odoorn woonachtige Bert Kiewiet.
In 1999 kregen Joan Bruggink en Tine Mersmann de opdracht een aantal beelden te maken voor de hoofdkernen van het dorp Smilde aan de Drentse Hoofdvaart.
Voor een volledig overzicht van de beschikbare afbeeldingen zie: Beelden in Midden-Drenthe op Wikimedia Commons.
| Geplaatst | Omschrijving                        | Kunstenaar                 | Straat                                      | Plaats        | Materiaal            | Afbeelding |
| --------- | ----------------------------------- | -------------------------- | ------------------------------------------- | ------------- | -------------------- | ---------- |
| 1948      | Verzetsmonument                     | Wim van Hoorn              | Hoofdweg 24                                 | Smilde        | natuursteen          |            |
| 1950      | IJzeren man                         | Fri Heil                   | Torenlaan                                   | Beilen        | brons, zwerfsteen    |            |
| 1955      | telefonistes (gevelsteen)           |                            | Wilhelminaplein, telefooncentrale           | Beilen        | steen                |            |
| ca. 1956  | reliëf Coöperatieve Landbouwbank    |                            | Paltz 21                                    | Beilen        | natuursteen          |            |
| 1960      | Eerste steen uitbreiding Beileroord | Wladimir de Vries          | Altingerweg                                 | Beilen        | natuursteen          |            |
| 1961      | Vier Heemskinderen                  | Wim van den Hoek           | Esdoornlaan (bij Dr. Nassau Junior College) | Beilen        | metaal               |            |
| 1965      | Monument voor Canadese Militairen   | Fri Heil                   | Stengelinstraat                             | Hooghalen     | Zwerfkei             |            |
| 1967      | Meisje met 3 vogels                 | Marijcke Visser            | Schultestraat/Raadhuisstraat                | Beilen        | brons                |            |
| 1970      | Nationaal monument                  | Ralph Prins                | Kamp Westerbork                             | Westerbork    | rails, bielzen       |            |
| 1980      | Het Boertje                         | Guus Veldman               |                                             | Beilen        | eikenhout            |            |
| 1987      | Winkelende Vrouwen                  | Bert Kiewiet               | Markt                                       | Beilen        | brons                |            |
| 1990      | Bescherming                         | Bert Kiewiet               | Altingerweg, terrein GGZ                    | Beilen        | brons                |            |
| 1990      | Opbouw en herstel                   | Ko Vester                  | Altingerweg, terrein GGZ                    | Beilen        |                      |            |
| 1990      | De Turfschipper                     | E.H. van Dulmen Krumpelman |                                             | Smilde        | brons                |            |
| 1991      | Korhoender                          | Kees Bos                   | Brugstraat/Schoolstraat                     | Orvelte       | brons op natuursteen |            |
| 1991      | Bloesem, bloesem                    | Tine van de Weyer          | Esweg/Eursingerweg                          | Beilen        |                      |            |
| 1992      | De Wijkverpleegster                 | Bert Kiewiet               |                                             | Westerbork    | brons                |            |
| 1992      | Monument 102.000 stenen             | Albert Gilbert             | Kamp Westerbork                             | Westerbork    | baksteen             |            |
| 1994      | Bevrijdingsmonument 'Maple Leaf'    | Onno de Ruijter            | Asserweg                                    | Beilen        | brons en koper       |            |
| 1998      | Indiëmonument                       | Onno de Ruijter            | A.M. Sorgstraat                             | Smilde        | brons, steen         |            |
| 1999      | De Aarzeling                        | Joan Bruggink              |                                             | Hoogersmilde  | brons                |            |
| 1999      | De Voleinding                       | Joan Bruggink              | Kanaalweg bij Meestersbrug                  | Bovensmilde   | brons                |            |
| 1999      | De Bezieling                        | Tine Mersmann              | Kanaalweg bij Jonkersbrug                   | Smilde        | brons                |            |
| 1999      | De Ontmoeting                       | Tine Mersmann              | Vaartweg bij Leembrug                       | Hijkersmilde  | brons                |            |
| 2001      | De sprong in de hemel               | Edith Stoel                | Slootakker                                  | Beilen        |                      |            |
| 2001      | Tekens in Westerbork                | Victor Levie               | Kamp Westerbork                             | Westerbork    | natuursteen          |            |
| 2004      | Vlag                                | Armando                    |                                             | Westerbork    | brons                |            |
| 2004      | Monument Roel Reijntjes             | Bert Kiewiet               | Hekstraat, hoek Brinkstraat                 | Beilen        | brons                |            |
| 2006      | The same but different              | Richard Deacon             |                                             | Hoogersmilde  |                      |            |
| 2006      | Verbeeld landschap                  | Adriaan Rees               |                                             | Hoogersmilde  | Kalkzandsteen        |            |
| 2012      | kieplorrie                          |                            | Haarweg                                     | Nieuw Balinge | ijzer                |            |
| 2012      | Boer (pionier)                      | Alphons ter Avest          | Schiphorsten                                | Mantinge      | gietijzer            |            |
| Onbekend  | Onbekend                            | Onbekend                   |                                             | Hoogersmilde  | keien en metaal      |            |